# Oedaspis japonica
Oedaspis japonica är en tvåvingeart som beskrevs av Tokuichi Shiraki 1933. Oedaspis japonica ingår i släktet Oedaspis och familjen borrflugor. Inga underarter finns listade i Catalogue of Life.